# Richard Wildhagen
Richard Wildhagen (* 10. Januar 1890 in Kitzingen; † 20. August 1981 ebenda) war ein deutscher Unternehmer und Kommunalpolitiker.

## Leben
Wildhagen war Inhaber der A. Wildhagen & Co. Bonbonfabrik Kitzingen, die er 1960 an Horst Bentz, damaliger Eigentümer der Melitta Unternehmensgruppe, verkaufte. Bereits 1963 wurde die Fabrik weiterverkauft an die August Storck KG, 1969 wurde die Produktion eingestellt. 
Wildhagen war Erster Vorsitzender des Verbandes der deutschen Süßwarenindustrie und Vorstandsmitglied der Zentralfachschule der Deutschen Süßwarenindustrie. Ab 1951 etablierte er mit die staatlich anerkannte Ausbildung zur Fachkraft für Süßwarentechnik.
Von 1948 bis 1952 war er ehrenamtlicher Oberbürgermeister von Kitzingen. Seine Amtszeit war gekennzeichnet vom Wiederaufbau der schwer kriegszerstörten Stadt.
Wildhagen war verheiratet mit Hertha Wilhelmine Hedwig, Freiin Ebner von Eschenbach. Er wuchs in der von seinem Vater erbauten Villa Wildhagen in Kitzingen auf und lebte später zeitweise in einem Haus auf dem Grundstück der Villa.

## Auszeichnungen
- 1955: Verdienstkreuz (Steckkreuz) der Bundesrepublik Deutschland